# Atherospermataceae
Atherospermataceae є родиною широколистих вічнозелених дерев і чагарників. Родина включає 14 видів у семи родах. Атеросперми сьогодні в основному поширені в Південній півкулі, причому два види поширені в південній частині Чилі, а 12 видів — в Австралазії. Деревина комерційно видобувається з порід тропічного лісу цієї родини, і використовується як у будівництві, так і у вишуканому виготовленні меблів.

## Екологія
Ці дерева та кущі характерні для нижніх шарів тропічних лісів, за винятком видів Dryadodaphne, які належать до високого пологу тропічних лісів. У Laurelia novae-zelandiae залози біля основи тичинок виділяють нектар, який накопичується біля основи квітки і приваблює бджіл, жуків і бджолиних мух. Насіння у вигляді пір’ястої сім’янки розноситься вітром. Деревина лаврелії має місцевий інтерес для будівництва, особливо чилійська Laurelia sempervirens, попри недостатню стійкість до вологи. Ефірні олії, отримані з листя і кори виду Doryphora, знаходять застосування в парфумерії та фармацевтиці.